# 育成功労賞
育成功労賞（いくせいこうろうしょう）は、20年以上にわたって高校野球の育成と発展に貢献した指導者に対して、日本高等学校野球連盟と朝日新聞社から贈られる賞である。2003年からイヤー・オブ・ザ・コーチという名称で表彰したのが始まり。
"Year of the coach" をそのまま和訳すると「コーチの年」になってしまうとの苦情や問合せが主催者側に殺到し、当初は和製英語でありゴロ合わせであると返答していた朝日新聞社でも受賞者の新聞発表に支障が出たため、2006年から現在の名称に改称された。
受賞者の内、日本高等学校野球連盟が選んだ8人は、毎年阪神甲子園球場で行われる全国高等学校野球選手権大会の8月15日第2試合開始前に授賞式がある。同日の試合が中止の場合は大阪市内のホテルで行われる。なお2023年は台風7号が近畿地方に接近し上陸することが予想されたため1日繰り上げて8月14日に大阪市内のホテルで行われた。